# ロマン・ミハイロヴィチ (ベロオーゼロ公)
ロマン・ミハイロヴィチ（ロシア語: Роман Михайлович、? - 1339年?）はベロオーゼロ公ミハイルの子である。ベロオーゼロ公：1314年 - 1339年?。
兄フョードルの死後、ベロオーゼロ公位に就いた。1338年もしくは1339年に、モスクワ公（ウラジーミル大公）イヴァン・カリターの奸策に乗せられて、ヤロスラヴリ公ヴァシリー(ru)と共にジョチ・ウルスのウズベク・ハンの元へ赴いた。おそらく、ロマンはジョチ・ウルスで殺害されており、S.ソロヴィヨーフ(ru)は、この機に乗じてイヴァン・カリターはベロオーゼロ公国を購入したと推測している。ロマンに関する年代記上の記述はこの1箇所のみである。
モスクワからの影響力が強まる中、ベロオーゼロ公位は存続し、ベロオーゼロ公国はフョードルとヴァシリーの子に分割相続された。フョードルはベロオーゼロ公位を継ぎ、一方ヴァシリーの領土はスゴリエ公国(ru)となった。